# 켄트 (밴드)
켄트(Kent)는 1990년 스웨덴 에스킬스투나(Eskilstuna)에서 결성된 얼터너티브 록 밴드이다. 그들은 초창기 코카-콜라 키즈(Coca-Cola Kids)로 시작해 요네스와 이프텟(Jones & Giftet : 존과 독), 하브스앙글라르(Havsänglar : 바다천사들) 등을 거쳐 1993년 요아킴의 남동생 아담 베리(Adam Berg)에 의해 처음 고안된 이름 켄트(Kent)로 변경한 뒤 이후 쭉 그 이름을 사용해오고 있다.
그들이 처음 스웨덴에서 주목 받기 시작한 것은 1996년 2집 프리-싱글 <Kräm : 크림>이 스웨덴 내 주요 라디오에서 인기를 끌기 시작하면서 부터였다. 그들은 곧 스웨덴에서 꽤 유명한 록 그룹으로 성장했고, '스웨덴 최고의 록 밴드'란 수식어가 그들을 따라다니기 시작했다. 하지만 이때까지만 하더라도 스칸디나비아 반도 전체를 놓고 봤을 때 그들의 인지도는 여전히 무명에 가까웠다. 국내 무대의 한계를 깨닫게 된 그들은 무대를 넓혀 미국시장 진출 도모를 위해 3집<Isola>과 4집<Hagnesta Hill> 앨범을 영어-버전으로 제작하게 된다. 하지만 결과적으로 절반의 성공을 거둔 이후에 그들은 2002년도 5집<Vapen & Ammunition> 앨범부터 더 이상 영어-버전 앨범은 없을 거라고 발표한다. 이는 사실상 더 이상의 해외진출 도모를 위한 프로젝트가 없을거란 걸 의미한다.
그들은 현재까지 8장의 정규앨범을 발표한 상태이고 이전까지 (스웨덴에서만) 누적 백 만장 이상의 음반 판매고를 기록했으며, 또한 권위있는 스웨덴 그래미 시상식(Swedish Grammy Awards)에서 현재까지 20관왕에 빛나는 위업을 달성해 명실상부 스웨덴 최고, 나아가 북유럽 최고의 록 밴드 가운데 하나로 자리매김했다. 얼마 전 2008년 여름에는 지난 5집 앨범 세 번째 싱글 <FF/VinterNoll2> 수록곡인 'VinterNoll2'가 이례적으로 비디오 게임인 '기타 히어로 월드 투어(Guitar Hero World Tour)'에 북유럽 대표밴드 자격으로 곡을 올리기도 하였다.
이밖에 특이사항으로 현재 4명의 멤버 가운데 마르쿠스 무스토넨(Markus Mustonen)과 사미 시르비외(Sami Sirviö) 등 2명은 핀란드계 스웨덴인 2세이다.
밴드는 아쉽게도 2016년 3월에 밴드 해체를 발표하게 되었다.
발표와 함께 스칸디나비아 일대를 도는 해체투어를 발표하였고, 9월부터 투어를 시작하여 2016년 12월 17일 자국인 스웨덴 스톡홀름에서 열린 공연을 끝으로 밴드는 공식적으로 해체를 하였다.

## 생애

### Jonas & Giftet 그리고 Havsänglar (1990-1994)
그들이 지금의 구성원을 처음 갖추기 시작한 건 1990년 요네스와 이프텟(Jones & Giftet)시절 부터였다. 당시 멤버 구성을 살펴보면 지금과 크게 다르지 않았는데, 지금의 4인조 : 요아킴 베리(Joakim Berg), 마틴 스쾰드(Martin Sköld), 사미 시르비외(Sami Sirviö), 마르쿠스 무스토넨(Markus Mustonen)과 더불어 신시사이저를 담당했던 토마스 베리크비스트(Thomas Bergqvist)란 인물이 있었다. 당시 멤버들은 모두 요아킴과 관계가 있었는데, 그 시작은 요아킴이 2개의 기타를 사러 런던으로 향하면서 부터였다. 당시 요아킴이 런던에서 사온 2개의 기타 중 1개는 사미를 위한 거였다고 한다. 이전부터 어느 정도 친분이 있던 사미와 요아킴은 발스타 뮤직슬로트(Balsta Musikslott)에서 나머지 멤버들을 물색하던 중 요아킴은 에스킬스투나의 카페테리아 그뢰난(Grönan)에서 우연히 마이 블러디 발렌타인(My Bloody Valentine)의 1집<Isn’t Anything>이 녹음된 테잎을 듣게 된다. 그 테이프의 주인공은 바로 마틴이었다. 소수문 끝에 요아킴은 마틴을 만났고 마틴은 요아킴의 권유로 새 밴드에 합류하게 된다. 이후 요아킴과 마틴은 에스킬스투나에 위치한 빌드스비네트(Vildsvinet)란 레스토랑에서 매우 술에 취해있는 마르쿠스를 만나게 되는데, 거기서 마르쿠스는 요아킴과 마틴의 권유로 밴드에 합류하게 된다. 마지막으로 당시 마틴의 친구였던 토마스가 마틴의 추천으로 신시사이저 연주자로 들어오면 당시 모든 멤버구성이 완료되었다. 그들의 역사적인 첫 공연은 발스트만란드(Västmanland)의 린데스베리(Lindesberg)에서였고, 두 번째 공연은 에스킬스투나의 크네고프츠(Knegoffs)에서였다.
1991년, 그들은 요네스와 이프텟(Jones & Giftet)란 이름으로 에스킬스투나의 스카이라잇(Skylight)에서 펼쳐진 음악 콘테스트 : 컬트91에 참가하여 우승을 차지한다. 당시 이들을 눈여겨 본 EMI(Electric Musical Industries Ltd)의 마그누스 뉘그렌(Magnus Nygren)은 스톡홀름의 데일리 뉴스와 대학들에게 밴드를 소개해 준다. 아마 오늘 날 켄트는 당시의 마그누스에게 매우 감사해야 할 것이다.
1992년, 다음 해 같은 대회인 컬트92에서 새 멤버 마틴 루스(Martin Roos)가 밴드에 합류한다. 하지만 이렇다할 성적없이 대회를 마감하게 되고 토마스는 개인사정으로 밴드를 떠난다. 그리고 그 해 9월 30일에 그들은 요네스와 이프텟(Jones & Giftet)을 대신해 하브스앙글라르(Havsänglar)로 밴드 이름을 교체한다. 이후 밴드는 스파그헤띠 콤파니에트(Spaghetti Companiet), 한나스 크록(Hannas Krog)와 펫 사운드 바(Pet Sounds Bar) 등을 돌면서 연주를 이어간다.
1993년, 마틴 루스가 스톡홀름으로 이사하자 나머지 멤버들도 곧 다 따라가게 된다. 그 무렵 요아킴의 남동생 아담 베리(Adam Berg)는 지금의 켄트(Kent)라는 밴드 명을 제시하였고, 멤버들의 큰 이견이 없자 그들의 밴드 이름을 하브스앙글라르(Havsänglar)에서 지금의 켄트(kent)로 바꾸게 된다. 이제 본거지를 스톡홀름으로 옮긴 그들은 탄토(Tanto), 휜단스 회르나(Hyndans Hörna), 칼마르 네이션(Kalmar Nation) 등을 돌면서 연주를 이어간다.
1994년 3월, 그들은 스톡홀름의 블로수트(Blåsut)에서 가까운 뉘토르프스콜란(Nytorpsskolan)의 8트랙 스튜디오(8-track studio)에서 10곡의 데모테잎를 녹음한다. 그 데모는 예전에 클럽 펫 사운드 바(Pet Sounds Bar)를 돌면서 알고 지내던 펫 사운드(Pet Sounds) 직원 페테르 에이헤덴(Peter Ejheden)에게 전달된다. 멤버들은 그를 계기로 앞으로 펫 사운드(Pet Sounds)와의 관계가 성립되리라 믿었지만, 페테르는 이내 곧 펫 사운드를 그만두고 일자리를 BMG으로 옮기게 된다. 그로 인해 4월 무렵 페테르가 다니는 RCA/BMG의 A&R소속 펠 린드홀름(Per Lindholm)이 우연히 켄트의 음악을 접하게 되었는데, 그는 당시 처음 접한 켄트의 음악성에 흥분을 감추지 못했다고 한다. 펠의 강력한 추천으로 6월 26일 그들은 자신들의 첫 번째 음반계약을 소니 비엠지(Sony BMG)와 맺게 된다. 그 후 발름란드(Värmland)의 콤폼(Koppom)에 위치한 사일런스(Silence) 스튜디오를 찾아 데뷔 앨범 녹음 작업을 시작한다.

### Kent와 Verkligen (1995-1996)
1995년, 그들의 데뷔 앨범 <Kent>을 발표되었다. 네 번째 싱글까지 발표되는 동안 팬들의 반응은 냉담했고 당시 그들을 기억하는 이들을 많지 않았다. 그들은 곧 1집 활동을 접고 다음 2집 앨범 작업에 돌입하였다. 정확히 1년 뒤에 그들은 2집 앨범 <Verkligen : 정말>을 들고 나온다. 이 무렵 기타리스트로 활동해오던 마틴 루스(Martin Roos)가 그의 본업인 BMG에서의 일에 충실하기 위해 밴드를 떠났지만 그는 곧 멤버가 아닌 매니저로 돌아왔다. 당시 켄트의 2집 첫 번째 싱글이자 프리-싱글(Pre-Single)인 <Kräm : 크림>이 라디오에서 반응이 뜨겁자, 그들은 처음으로 유명세라는 걸 접하게 된다. 이후 그들은 2장의 싱글 <Gravitation : 중력>, <Halka : 미끄러운>을 더 발표하게 된다. 1년쯤 뒤 멤버들의 자체평가에 의하면, 2집 앨범 활동 당시 자신들의 음악적 열정이 다소 아쉬웠는데 그 이유로는 그들 스스로가 느끼기에 동기부여가 부족했고 앨범에 대한 감정이입이 별로없었다는 것이다. 이밖에 2집 앨범<Verkligen>은 특별히 일본반으로도 발표되었는데 이때 처음으로 영어 가사로 된 한 곡을 추가된다. 그 곡은 바로 'What It Feels Like'란 곡인데, 이 노래는 'Kräm (Så nära får ingen gå)'의 영어 버전 곡이다.

### Isola (1997-1998)
1997년 3집 앨범 <Isola : 이태리어로 '섬'을 뜻함>이 발표되었는데, 이때부터 본격적으로 기타리스트 하리 만튀(Harri Mänty)가 밴드에 합류하게 된다. 사실 하리는 2집 활동 막바지 투어일정을 소화할 당시부터 밴드에 합류하여 약간의 명성을 쌓아놓은 상태였다. 켄트의 3집의 프리-싱글(Pre-Single) <Om Du Var Här : 네가 만약 여기에 있었더라면>이 발표되고 다시 인기몰이가 시작될 무렵 앨범 <Isola>이 발표된다. 이번 앨범은 전작과 비교해 많은 변화가 있었는데, 전체적으로 많이 차분해진 감이 있고 보다 감정에 몰입할 수 있는 곡들을 찾아 볼 수 있다. 앨범의 마지막 트랙의 숫자 '747'은 7분 47초란 러닝 타임에 맞춰 지어진 제목이다. 이 곡을 켄트의 노래 가운데 두 번째로 긴 곡에 해당하며, 이 곡을 끝까지 유지하기 위해 곡의 말미에는 키보드 리프(riff)를 반복 삽입해 넣기기도 하였다. 이 곡은 발표된 지 10년이 지났지만 지금까지도 팬투표에서 항상 1등을 달려오며 많은 사랑을 받고 있다. 또한 켄트의 공연에서 항상 피날래 곡으로 이 곡이 불려오고 있기도 하다. 이 곡은 3집 앨범의 세 번째 싱글 <747>로 제작되기도 한다. 그 싱글에서 '747'의 다른 버전인 '747 라디오 버전'을 찾아 볼 수도 있는데 그건 라디오 방송을 위해 재편집한 것이라고 한다. 그 라디오 버전의 러닝타임은 4분대로 축소되었으며 또한 후렴구에 몇 소절의 가사가 추가되어 있다. 그 추가된 가사 때문에 일명 'We Ran Out Of Time' 버전이라 불리기도 하였다. 우리는 '747'의 뮤직 비디오에서 이 라디오 버전을 찾아들을 수 있다.
1998년 3집 앨범 <Isola>이 영어 버전으로도 출시될 무렵, 스웨덴에서 많은 이들은 영어-버전에만 특별히 수록된 'Velvet'이란 곡에 대해 궁금해 하였다. 그들은 영어-버전 앨범 발표한 원래의 목표를 달성하기 위해 홍보차 미국을 2번 방문하는데, 그 첫 번째는 스웨데스(Swedes), 카디건스(the Cardigans)와 함께 한 방문으로 그 기간 동안 그들의 새로운 노래 ‘Protection’의 주된 곡 작업을 했다고 한다. ('Protection'은 4집 영어-버전 앨범에 수록됨) 두 번째 방문 때는 미국 밴드 더블-빌(Double-Bill)과 함께 공연을 갖기도 했는데, 그 투어 콘서트 이름은 파파 베가스(Papa Vegas)였다. 그 투어에서 처음으로 그들의 커버 송(Cover Song)을 선보이기도 하는데, 그 곡은 디페쉬 모드(Depeche Mode)의 ‘Stripped’였다. 이 3집 영어-버전 앨범에 의한 발매된 3장의 싱글 즉, <If You Were Here : 네가 만약 여기에 있었더라면>, <Things She Said : 그녀가 말했던 것들>, <747> 등은 영어-버전이었던 만큼 다양한 지역에서 발매된다. 또한 그들의 3집 영어-버전 앨범은 최초로 스웨덴이 아닌 곳에서 발매되었다. 하지만 그 대단하다는 3집 영어-버전 앨범이라 할지라도 정작 스칸디나비아 전역에서는 판매가 부진했는데, 그 이유는 이미 1년 전 스웨덴어-버전으로 어느 정도 알려졌기 때문이라고 한다.

### Hagnesta Hill (1999-2000)
1999년, 그들은 4집 앨범 <Hagnesta Hill : 항네스타 힐>을 발표한다. 앨범 명 항네스타힐(Hagnestahill)은 그들의 고향 에스킬스투나(Eskilstuna)에 속해있는 지역이름으로 밴드의 첫 연습방이 위치했던 곳이기도 하다. 이번 4집 앨범의 첫 번째 프리-싱글 <Musik Non Stop : 멈추지 않는 음악>이 발표되는데 타이틀 곡 'Musik Non Stop'은 디스코 락 풍의 노래다. 이 노래가 메이저 라디오 방송을 타면서 인기몰이가 시작될 무렵, 4집 앨범 <Hagnesta Hill>이 함께 발표되면서 인기를 한층 더하게 된다. 이 앨범은 전작 <Isola>와 비교해 리듬이 좀 더 빠르다. 따라서 발라드 요소가 덜한 대신 드럼 머신과 일렉트로닉을 접목한 사운드를 확인할 수 있다. 켄트의 싱어송라이터인 요아킴 베리(Joakim Berg)는 나중에 이 앨범에 대해 불만을 털어놓기도 하는데, 그 내용은 앨범 수록곡들의 러닝 타임이 너무 길다는 것이다. (4집 수록곡 13곡을 전부합친 러닝타임은 1시간이 넘어감) 4집 앨범에는 추가로 두 장의 싱글 <En Himmelsk Drog : 천상의 마약>과 <Kevlarsjäl : 케블라 영혼>이 더 발표된다.
2000년, 3집에 이어 4집 앨범 <Hagnesta Hill>의 영어-버전 앨범이 발표된다. 영어-버전에서 특별히 스웨덴어-버전에 없던 'Quiet heart', 'Just like money'란 곡이 수록되어 있다. 또한 4집 영어-버전 앨범 디지팩(Digipark) 한정판에는 'A Timekill To Die For'란 히든 트렉이 특별히 추가되어 있는데, 이 곡은 4집 스웨덴어-버전 앨범에 수록되어 있던 'Ett tidsfördriv att dö för'의 영어-버전 곡이다. 'A Timekill To Die For'과 더불어 'Insekter'의 영어-버전 곡인 'Insects'는 추가된 두 곡 때문에 생략되었다고 한다. 또한 4집 영어-버전의 일본반에는 1곡이 추가되어 총 14곡이 수록되었는데 그 보너스 트렉으로 바로 'A Time Kill To Die For'였다. 이밖에 4집 영어-버전 활동에서 난항을 겪었던 사건이 있었는데, 그건 바로 계획되어 있었던 미국 내 4집 영어-버전 앨범 발매가 전면 취소된 사건이다. 그 때문에 준비해놨던 대량의 4집 홍보용 앨범들 또한 목적을 상실하여 여기저기 방치되기 일쑤였다고 한다. 엎친데 덮친격으로 사실상 미국 투어까지 물 건너간 상황이 되자, 그들은 어쩔 수 없이 공식적으로 미국반 홍보용 4집 앨범발매는 없을 거라고 발표한다.
그 해 11월 경, 그들은 데뷔 이래 처음으로 컴필레이션 앨범 : 비사이드 앨범〈B-sidor 95-00〉을 발표하게 된다. 여기엔 그간 발표해왔던 싱글 비싸이드 곡(21곡)과 더불어 리메이크 곡(2곡), 신곡(2곡)까지 포함한 총 25곡을 2장의 시디에 나눠담고 있다. 특히 2개의 신곡 가운데 하나인 'Chans'는 이 앨범의 프리-싱글 <Chans : 찬스>로도 제작되었다. 그리고 이 앨범의 또 다른 신곡 'Spökstad'도 이번 앨범의 두 번째 싱글로 나오려 했으나 결국 취소되고 말았다. 헌데 그 과정에서 극히 소수의 몇 장만이 유출되었고 그것이 팬들에 의해 알려지면서, 현재 그 싱글 <Spökstad : 유령마을>은 현재 켄트의 가장 진귀한 싱글로 전해지고 있다. 이밖에 비싸이드 앨범에는 히든 트렉이 숨겨져 있는데 제목은 'Papin Jahti'로 드러머 마르쿠스(Markus)가 핀란드어로 부른 노래이다.

### Vapen & Ammunition (2001-2003)
오랜 휴식을 마친 뒤 2001년 그들은 내년에 발표될 새 앨범 작업에 매진한다. 당시 스튜디오 관계자에 의하면 이번 1장의 앨범을 위해 싱글 10장에 맞먹는 창작의 노력을 쏟아부었다고 한다. 드디어 2002년도에 그들은 5집 앨범 <Vapen & Ammunition : 무기와 탄약>이 발표된다. 먼저 이 앨범의 첫 번째 프리-싱글 <Dom Andra : 다른 이들>이 나오자 스웨덴 여기저기서 라디오 방송을 타고 좋은 반응을 얻기 시작한다. 이후 앨범 <Vapen & Ammunition>이 발표되자 그들의 인기는 최고조에 이른다. 이후 추가로 2장의 싱글 <Kärleken väntar : 사랑이 기다려>, <FF / VinterNoll2 : FF(French F****r) / 겨울제로2>이 발표되는 동안 그들의 인기는 식을 줄 몰랐다. 특히 앨범 수록곡 가운데 'Pärlor'는 라디오에서 큰 인기를 얻었다고 한다. 결과적으로 이 앨범은 보통 다른 앨범들의 2배가 넘는 판매량인 60만장 이상의 판매고를 기록하며 6차례의 플레티넘을 기록한다. 이번 앨범이 대성공적이었단 또 다른 증거는 권위있는 '스웨덴 그래미 시상식 2003'에서 찾아볼 수 있는데, 그들은 여기서 역대 최다 수상기록인 7관왕의 위업을 달성한다. 이 기록은 현재까지도 스웨덴에서 깨지지 않고 있으며, 앞으로도 깨지기 어려울 것이란 전망이다.
원래 이 앨범은 3, 4집 앨범들처럼 영어-버전으로 제작될뻔 했으나 결국 막판에 무산되었다. 밴드의 리더이자 싱어인 요아킴 베리(Joakim Berg)의 말을 빌리면, "우린 지난 날 2년 동안이나 미국 투어를 위해 버스에 몸을 실었지만, 결국 아무일도 일어나지 않았습니다. 우린 그때 깨달았죠. 우리에게 더 이상 영어-버전 앨범은 가치가 없단 걸 말이죠." 참고로 5집 첫 번째 싱글 타이틀 곡 'Dom Andra'의 뮤직 비디오 마지막 부분을 살펴보면, 테이프에 'Gun & Ammunition'란 글자를 확인할 수 있는데 이때까지만 하더라도 그들이 5집 영어-버전 앨범을 준비하고 있었음을 알 수 있다.
이후 5집 활동이 끝나고 그들이 발표하길, 당분간 콘서트 계획이 없는 대신 2003년 6월 6일에 맞춰 오직 하나의 대형 콘서트만을 준비할 것이라 발표한다. '스웨덴인의 날(6월 6일)'이기도 한 이날 스톡홀름 주경기장을 찾은 인원들은 무려 3만여 명이나 되었다. 당시 이 콘서트를 위해 사전 제작된 홍보용 포스터에 팬들의 옷을 모두 흰색으로 맞춰입고 올 것을 주문했고, 팬들은 모두 이 약속을 지켜줬다. 콘서트는 대성공리에 막을 내렸고, 그 후 이 콘서트의 이름은 일명 '화이트 콘서트(the White Concert)'라 불리게 되었다.

### Du & jag döden과 The Hjärta & Smärta EP (2004-2006)

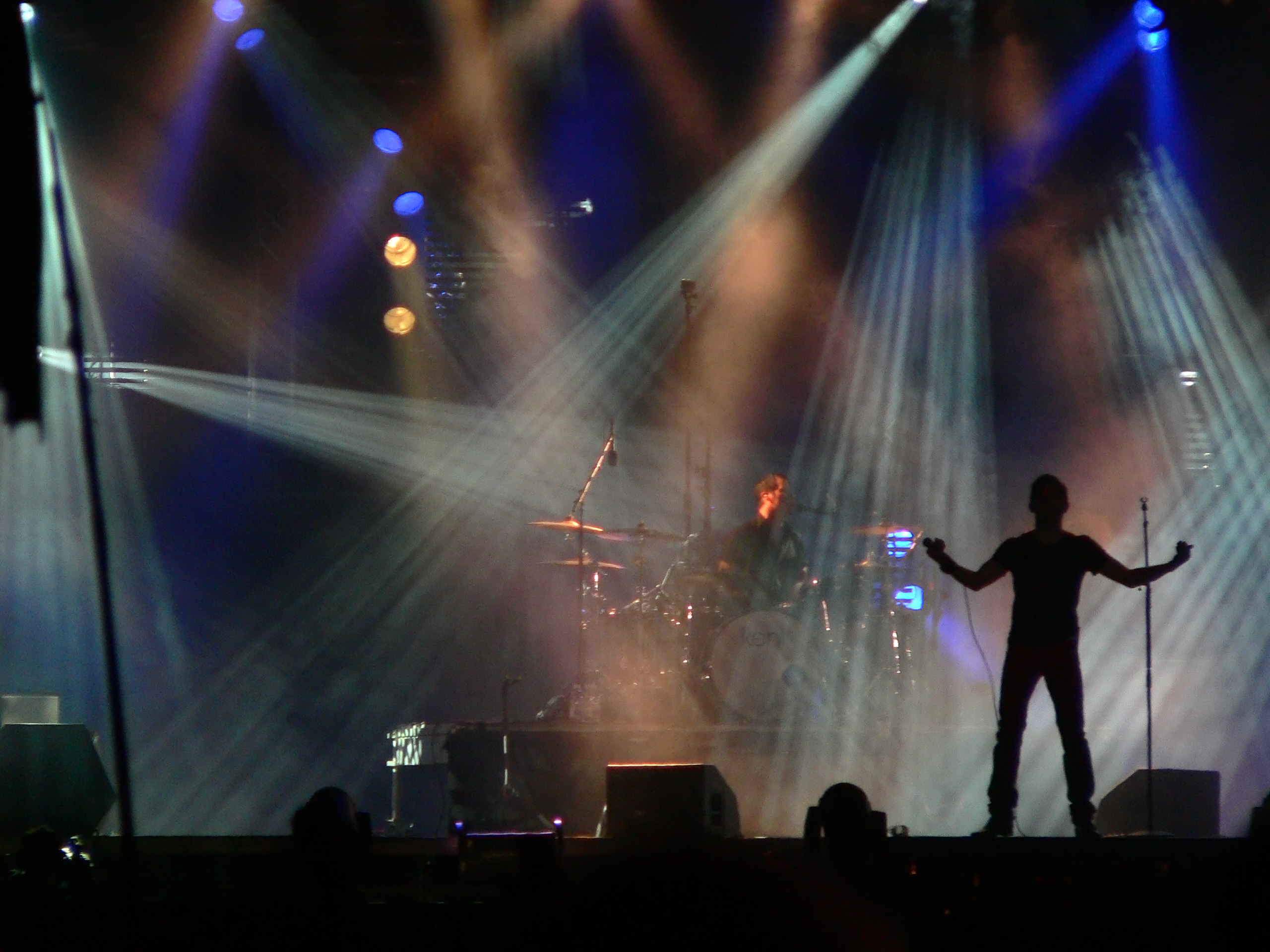
덴마크 로스킬레(Roskilde)페스티벌에서의 공연. [2005-06-30]

5집 이후 1년여의 시간이 흐르고 2004년 무렵, 그들은 내년에 발표될 새 앨범 작업을 위해 그들의 스튜디오로 돌아갔다. 그리고 작업이 어느 정도 완료되고 나서 스튜디오 관계자들은 이번 앨범을 '아주 어두운 앨범'이라고 평가하였다. 6집 앨범의 서막을 알리는 첫 번째 프리-싱글 <Max 500>이 발표되자 팬들과 비평가들은 호평을 내리기 시작했다. 이 싱글은 스웨덴 라디오 방송에서 대히트를 치기 시작했고, 마침내 앨범 <Du & jag döden : 너와 나의 죽음>이 발표되었을 때, 팬들로부터 최고의 호평이 이어졌는데 팬들은 대부분 켄트의 베스트 앨범 대열에 올라설 것이라며 찬사를 아끼지 않았다. 이후 2장의 싱글 <Palace & Main : 성과 메인>, <Den Döda Vinkeln : 죽음의 모퉁이>이 차례로 발표된다. 여기서 세 번째 싱글 <Den Döda Vinkeln>은 발표 당시 약간의 논란이 있었는데 그 사연은, 여지껏 비싸이드 곡(싱글 타이틀 곡을 제외한 나머지 곡을 일컫는 말)없이 발표되지 않았던 싱글이었지만 이번에 처음으로 타이틀 곡만 한 곡 수록되어 발표된 것이다. 그런 이유에서 세 번째 싱글은 당시 팬들로 하여금 약간의 논란의 소지가 있었다고 한다. 이번 6집 앨범의 마지막 수록곡 'Mannen i den vita hatten (16 år senare)'은 특히 수 많은 팬들로부터 최고의 찬사를 받기도 했다. 그런 이유에서인지 이전까지 줄 곧 콘서트 피날레 곡으로 장식해왔던 '747'을 대신해, 6집 이후 콘서트들에서는 'Mannen i den vita hatten (16 år senare)'가 피날래 곡으로 등장하기 시작했다.
5월 경, 그들은 스웨덴 12곳, 노루웨이 1곳, 핀란드 1곳을 걸쳐서 투르네 19(Turné 19)란 투어를 시작하게 된다. 이 투어 콘서트에서는 특별히 1만 8천여 명을 수용할 수 있는 대형 천막이 사용되었는데, 이 천막 장비들은 투어 내내 밴드와 함께 동행되었다고 한다.
11월 경, 그들은 처음으로 미니앨범을 발표한다. 이에 앞서 팬들은 이 미니앨범에 대한 각종 루머가 돌기도 했었는데, 그 이유는 10월 경 한 시상식에 초대되었던 켄트가 미니앨범 수록곡 'Ansgar & Evelyn'을 미리 불러 화제가 되었기 때문이다. 이에 켄트의 기타리스트 사미(Sami)가 언급하길, "우린 조만간 미니앨범을 발표하게 될 겁니다. 하지만 그건 아마 디지털 발매가 될 것 같네요." 그리고 11월 경 그의 말대로 미니앨범 <The Hjärta & Smärta EP : 심장과 고통>이 발표되지만 그의 말처럼 디지털 발매만이 아니라 피지컬 발매까지 함께 이뤄졌다. 이 앨범에는 영향가 만점의 5곡이 수록되어 있어 팬들로부터 대부분 좋은 반응을 얻었지만, 이 앨범의 타이틀 곡 'Dom som försvann'을 소재로 한 뮤직 비디오는 팬들에게 다소 실망감을 안겨줘 옥의 티를 남기기도 하였다.
다음 해인 2006년, 그들은 스웨덴에서 1곳과 노루웨이 2곳 등 소수의 공연만 갖는다. 또한 그해 스웨덴 아동복지를 위해 프로젝트 싱글 <Nålens öga : 바늘 귀>를 내놓기도 하는데, 이 싱글로 벌어들인 수익금은 모두 스웨덴 아동복지 센터에 전달되었다고 한다.

### Tillbaka Till Samtiden (2007-2008)

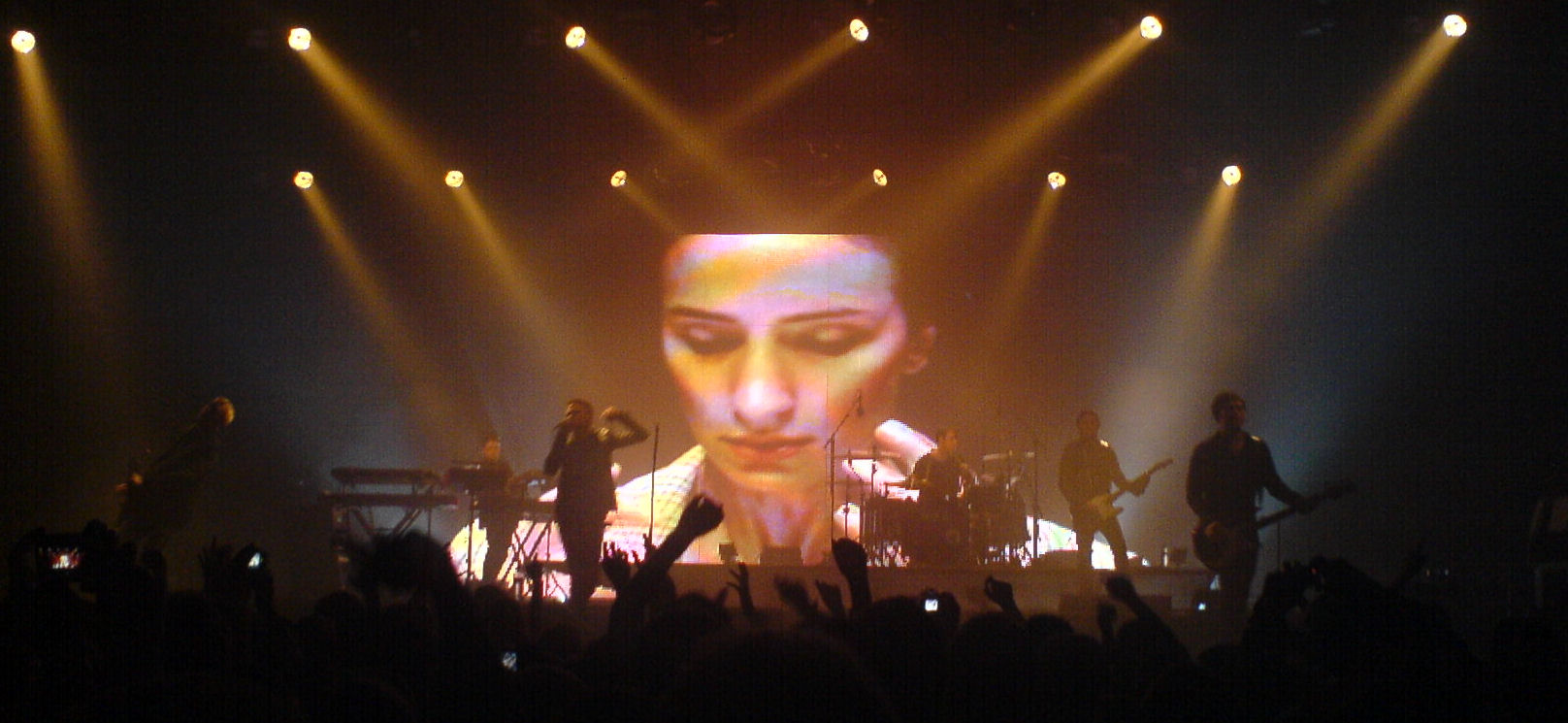
스웨덴 할름스타드(Halmstad)에서의 공연. [2008-02-21]

2006년 12월에서 2007년으로 넘어오는 시점에 그들은 2가지 소식을 가지고 돌아왔다. 하나는 본격적으로 7집 앨범 작업에 돌입했다는 소식이고 다른 하나는 켄트의 기타리스트 하리 만튀(Harri Mänty)가 밴드를 떠나기로 했다는 소식이다. 두 번째 소식을 접한 팬들은 충격에 휩싸였고 이에 리드 싱어 요아킴 베리(Joakim Berg)와 베이시스트 마틴 스쾰드(Martin Sköld)는 당시 공식 홈페이지 토론방에 하리를 떠나보내는 아쉬움을 글로 남겨 팬들과 아쉬움을 같이 하기도 했다.
2007년 7월 경, 그들은 새 앨범의 이름과 발매일을 홈페이지에 미리 발표하며 팬들로 하여금 기대감을 증폭시켰다. 그리고 2007년 9월에 7집 앨범의 서막을 알리는 첫 번째 프리-싱글 <Ingenting : 아무것도>이 발표되었다. 그리고 고대하던 2007년 10월 17일, 켄트의 7집 앨범 <Tillbaka Till Samtiden : 우리의 시간으로 되돌아가자>이 공식 발표되었다. 하지만 어쩐일인지 공식 발표보다 약 5일 앞선 12일께쯤부터 스웨덴 내 많은 음반가게에서 이미 7집 앨범 판매하고 있었는데, 그 사연은 사전에 실수로 7집 앨범의 음악파일 유출이 있었고 그 파일들이 P2P 사이트들을 통해 유포되고 있었기 때문에 어쩔 수 없이 내린 결정이었다고 한다. 이밖에 비하인드 스토리로 앨범발매 전 그들은 덴마크의 한 공연자리에서 새 앨범에 수록된 4곡을 미리 선보여 화제가 되기도 했다는 후문이다. 이 앨범의 전반적인 사운드를 묘사하자면, 일렉트로닉 사운드를 기본바탕으로 두는 락 스타일로 디페쉬 모드(Depeche Mode)의 그것과도 비슷하다는 평가이다. 이번 앨범에도 어김없이 북유럽 투어를 진행키로 하였는데, 사전에 스칸디나비아 반도 투어의 티켓판매가 빠르게 매진되자 그들은 추가로 투어 도시를 7곳이나 더 늘리기도 하였다. 켄트의 리드 싱어인 요아킴 베리(Joakim Berg)는 이번 7집 앨범을 두고 여기엔 특별히 자신이 좋아하는 음악적 요소들이 많이 녹음되었다고 언급하기도 하였다.
2008년 말, 그들은 이례적으로 박스-세트 형식의 앨범<Kent Box 1991-2008>을 발표한다. 이 앨범은 그 동안 발표해왔던 공식/비공식 모든 음반들을 총망라해놓은 모음집 앨범이다. 이 앨범은 북유럽 전역에서 2008년 10월 29일에 동시발매되었다.
이밖에 2009년 12월 23일에 크리스마스와 다가오는 새해를 맞이하여 공식 홈페이지를 통해 "På drift?"란 곡을 무료로 배포하였다. 또한 당시 이 노래는 청소년 폭력방지를 위한 TV광고 테마송으로 쓰이기도 했다.

### Röd (2009-)

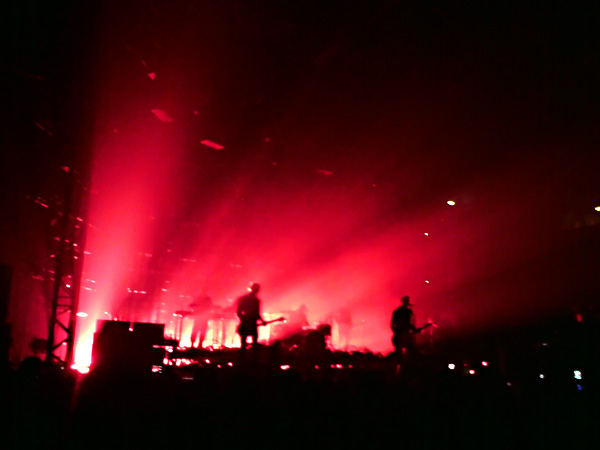
스웨덴 예블레(Gävle)에서의 공연.
[2010-03-03]

2009년 10월 4일에 그들은 새 앨범 <Röd : 빨강>의 구체적인 정보들(발매일, 앨범명, 트렉 리스트 등)이 공식 홈페이지를 통해 처음 공개되었다. 하루 뒤인 10월 5일부터 8집 앨범의 서막을 알리는 첫 번째 프리-싱글 <Töntarna : 얼간이들>의 디지털 발매가 시작되었고, 이틀 뒤인 10월 7일부터 이 싱글의 피지컬 발매가 이뤄졌다.
11월 2일엔, 자선행사의 일환으로 '2000'이란 곡이 수록된 싱글 <2000>을 내놓기도 했는데, 이 싱글의 피지컬 발매로 100장만이 제작되어 경매에 붙여져 판매되었다. 그 경매를 통한 수익금 전부는 스웨덴 내에 집 없이 사는 불우한 이웃들을 위해 쓰였다고 한다. 이 싱글은 피지컬 발매 뿐만 아니라 디지털 발매도 이뤄졌는데 그건 제한없이 누구나 다운로드가 가능했으며, 또한 이 곡은 스웨덴의 다큐멘터리 프로그램 헴뢰사(Hemlösa : Homeless)의 테마송으로 쓰이기도 했다. (헴뢰사(Hemlösa)는 스웨덴 내에서 집 없는 사람들을 돌보는 TV프로그램) 같은 날 'Tuna 350'이란 노래도 함께 발표되었는데, 이 노래는 베이시스트 마틴 스쾰드(Martin Sköld)와 드러머 마르쿠스 무스토넨(Markus Mustonen)이 쓴 곡으로 그들의 고향 에스킬스투나(Eskilstuna)의 350주년을 기리기 위한 곡이다.
2009년 11월 6일, 9집 앨범 <Röd>이 공식 발표되었다. 이번 앨범은 전작과 마찬가지로 일렉트로닉 사운드를 기본으로 하고 있다. 이 앨범의 한국반 라이선스는 12일만인 11월 18일에 초고속으로 나오기도 하였다.
12월 23일, 8집 앨범의 두 번째 싱글 <Hjärta EP : 심장>이 발표되었다. 특히 이 싱글의 뮤직 비디오는 스웨덴 내에서 발생하는 실종자들을 기리기 위해 스웨덴 TV프로그램인 에프텔뤼스트(Efterlyst)와 합작하여 만들어지기도 했다. 2010년 3월 10일엔 8집 앨범<Röd>의 세 번째 싱글 <Idioter EP : 바보들>이 발표되었다. 이 싱글의 뮤직비디오는 2가지가 제작되었는데 하나는 얼터너티브 버전이고, 다른 하나는 오리지널 버전이다. 이 두 버전은 각각 3월 4일과 8일에 공식 홈페이지를 통해 공개되었다.

## 멤버

### 밴드 멤버
| >> 현 멤버 - 요아킴 베리(Joakim Berg) - 리드보컬, 리듬기타 (1990-현재) - 사미 시르비외(Sami Sirviö) - 리드 기타, 베이스, 키보드 (1990-현재) - 마르틴 섈드(Martin Sköld) - 베이스, 키보드 (1990-현재) - 마르쿠스 무스토넨(Markus Mustonen) - 드럼, 키보드, 피아노, 백 보컬 (1990-현재) | >> 전 멤버 - 하리 만튀 (Harri Mänty) - 리듬기타, 프로그래핑, 타악기연주 (1996–2006) - 마틴 루스 (Martin Roos) - 리듬기타 (1992–1995) - 토마스 베리크비스트 (Thomas Bergqvist) – 키보드, 신시사이저 (1990–1992) |

### 라이브 멤버
- 안드레아스 보빈 (Andreas Bovin) – 키보드, 신시사이저, 샘플링, 라이브 프로그래밍, 기타
- 막스 브란드트 (Max Brandt) - 기타

## 디스코그라피

### 앨범
| 발매일     | 앨범명                    | 스웨덴 앨범차트 Top 60의 성적표> #최고순위 (Top60에 머물렀던 총 기간) |
| ---------- | ------------------------- | --------------------------------------------------------------------- |
| 1995-03-15 | Kent                      | #22 (35주간)                                                          |
| 1996-03-15 | Verkligen                 | #1 (34주간)                                                           |
| 1997-11-12 | Isola                     | #1 (22주간)                                                           |
| 1998-04-27 | Isola (영어 버전)         | #59 (1주간)                                                           |
| 1999-12-06 | Hagnesta Hill             | #1 (35주간)                                                           |
| 2000-04-28 | Hagnesta Hill (영어 버전) | #45 (2주간)                                                           |
| 2000-11-29 | B-sidor 95-00             | #2 (26주간)                                                           |
| 2002-04-15 | Vapen & ammunition        | #1 (85주간)                                                           |
| 2005-03-15 | Du & jag döden            | #1 (48주간)                                                           |
| 2007-10-17 | Tillbaka till samtiden    | #1 (33주간)                                                           |
| 2009-11-06 | Röd                       | #1                                                                    |
| 2010-06-30 | En Plats I Solen          | #1                                                                    |

### 싱글
| 발매일      | 싱글명                      | 스웨덴 싱글차트 Top 60의 성적표 #최고순위 (Top60에 머물렀던 총 기간) | 소속앨범               |
| ----------- | --------------------------- | -------------------------------------------------------------------- | ---------------------- |
| 1995-02-06  | När det blåser på månen     | -                                                                    | Kent                   |
| 1995-03-27  | Som vatten                  | -                                                                    | Kent                   |
| 1995-05-29  | Frank                       | -                                                                    | Kent                   |
| 1995-09-18  | Jag vill inte vara rädd     | -                                                                    | Kent                   |
| 1996-02-09  | Kräm (så nära får ingen gå) | #4 (14 주간)                                                         | Verkligen              |
| 1996-04-29  | Halka                       | #36 (6 주간)                                                         | Verkligen              |
| 1996-09-23  | Gravitation                 | #14 (10 주간)                                                        | Verkligen              |
| 1997-09-23  | Om du var här               | #3 (12 주간)                                                         | Isola                  |
| 1998-01-26  | Saker man ser               | #22 (4 주간)                                                         | Isola                  |
| 1998-07-13  | 747                         | #28 (5 주간)                                                         | Isola                  |
| 1999-11-15  | Musik non stop              | #3 (7 주간)                                                          | Hagnesta Hill          |
| 2000-03-08  | En himmelsk drog            | #12 (5 주간)                                                         | Hagnesta Hill          |
| 2000-09-04  | Kevlarsjäl                  | #23 (6 주간)                                                         | Hagnesta Hill          |
| 2000-11-22  | Chans                       | #14 (8 주간)                                                         | B-sidor 95-00          |
| 2002-03-18  | Dom andra                   | #1 (21 주간)                                                         | Vapen & Ammunition     |
| 2002-07-08  | Kärleken väntar             | #2 (23 주간)                                                         | Vapen & Ammunition     |
| 2002-11-04  | FF / VinterNoll2            | #2 (18 주간)                                                         | Vapen & Ammunition     |
| 2005-02-09  | Max 500                     | #1 (22 주간)                                                         | Du & jag döden         |
| 2005-05-04  | Palace & Main               | #1 (17 주간)                                                         | Du & jag döden         |
| 2005-08-31  | Den döda vinkeln            | #14 (10 주간)                                                        | Du & jag döden         |
| 2005-11-02  | The hjärta & smärta EP      | #1 (32 주간)                                                         | The hjärta & smärta EP |
| 2006-06-21  | Nålens öga                  | #3 (23 주간)                                                         | Nålens öga [singel]    |
| 2007-09-17  | Ingenting                   | #2 (14 주간)                                                         | Tillbaka till samtiden |
| 2007-12-05  | Columbus                    | #3 (11 주간)                                                         | Tillbaka till samtiden |
| 2008-04-07  | Generation ex               | #9 (6 주간)                                                          | Tillbaka till samtiden |
| 2008-07-02  | Vy från ett luftslott       | #31 (9 주간)                                                         | Tillbaka till samtiden |
| 2009-10-05  | Töntarna                    | #1 (12 주간)                                                         | Röd                    |
| 2009-11-02] | 2000                        | #1 (2 주간)                                                          | 2000 [singel]          |
| 2009-12-21  | Hjärta EP                   | #30 (5 주간)                                                         | Röd                    |
| 2010-03-08  | Idioter EP                  | #33 (2 주간)                                                         | Röd                    |
| 2010-06-14  | Gamla Ullevi                | #1 (2 주간)                                                          | En Plats I Solen       |
| 2010-06-14  | Skisser för sommaren        | #2 (4 주간)                                                          | En Plats I Solen       |

## 수상경력
켄트는 1995년 처음으로 스웨덴 그래미 시상식에서 '올해의 최고 팝/록 그룹'상을 수상한 이후로 이 시상식에서만 총 19번 수상을 하였다. 이는 스웨덴 내 밴드 또는 아티스트들을 통틀어 최다 수상기록이다. 특히 2002년도 5집 앨범 <Vapen & Ammunition>으로만 당시 이 시상식에서 7관왕을 달성했으며 그 영향으로 스웨덴에서 6차례나 플레티넘을 기록하게 된 역대 4번째 앨범으로 선정되기도 하였다. 또한 인터넷 타블로이드판 뉴스에서 매년 개최해오고 있는 록뵨(Rockbjörnen)시상식에서는 총 11관왕을 달성해오고 있다.
| 년도  | 시상식                                                                        | 수상부문                                                                                    |
| ----- | ----------------------------------------------------------------------------- | ------------------------------------------------------------------------------------------- |
| 1997  | 에스킬스투나 뮤직프라이드(Eskilstunas Musikpris) (에스킬스투나의 음악 시상식) |                                                                                             |
| 1998  | 익스프레센 골든 스팅어(Expressen Guldgadden)                                  | '최고의 라이브 뮤지션' 선정                                                                 |
| 2002  | MTG 라디오                                                                    | '에어플레이 상' 수상 (한 해 동안 라디오에서 가장 많이 들려짐 - 약 1800회)                   |
| >2002 | MTV 유럽 음악 시상식(MTV Europe Music Awards)                                 | '북유럽 최고 뮤지션' 선정                                                                   |
| 2005  | 북유럽 음악 시상식(Nordic Music Awards)                                       | '북유럽 최고 아티스트' 선정                                                                 |
| 2003  | NRJ 라디오 시상식(NRJ Radio Awards)                                           | '스웨덴 최고의 그룹' 부문 수상                                                              |
| 2003  | NRJ 라디오 시상식(NRJ Radio Awards)                                           | '스웨덴 최고의 노래' 부문 수상 - Dom andra                                                  |
| 1996  | 뇌예스유덴(Nöjesguiden) (스웨덴 연예 가이드)                                  | '최고의 밴드' 선정                                                                          |
| 2003  | P3 골드(P3 Guld) (스웨덴 라디오 시상식)                                       | '올해의 그룹' 부문 수상                                                                     |
| 2003  | P3 골드(P3 Guld) (스웨덴 라디오 시상식)                                       | '올해의 노래' 부문' 수상 – Dom andra                                                        |
| 2006  | P3 골드(P3 Guld) (스웨덴 라디오 시상식)                                       | '올해의 그룹' 부문 수상                                                                     |
| 2008  | P3 골드(P3 Guld) (스웨덴 라디오 시상식)                                       | '올해의 그룹' 부문 수상                                                                     |
| 2010  | P3 골드(P3 Guld) (스웨덴 라디오 시상식)                                       | '올해의 그룹' 부문 수상                                                                     |
| 2007  | P3 스웨덴 대중 음악상(P3 Populär Svenska Popcupen)                            | '스웨덴 최고의 아티스트/그룹' 선정                                                          |
| 2003  | P5 스톡홀름 라디오 시상식(P5 Radio Stockholm Stockholmsmärket)                | '올해의 스톡홀름 그룹' 부문 수상                                                            |
| 2003  | P5 스톡홀름 라디오 시상식(P5 Radio Stockholm Stockholmsmärket)                | '스톡홀름 올해의 노래' 부문 수상 – Dom andra                                                |
| 1996  | 록뵨(Rockbjörnen) : 인터넷 타블로이드판 뉴스에서 매년 개최되는 음악 시상식    | '스웨덴 올해의 앨범' 부문 수상 – Verkligen                                                  |
| 1997  | 록뵨(Rockbjörnen) : 인터넷 타블로이드판 뉴스에서 매년 개최되는 음악 시상식    | '스웨덴 올해의 그룹' 부문 수상                                                              |
| 1997  | 록뵨(Rockbjörnen) : 인터넷 타블로이드판 뉴스에서 매년 개최되는 음악 시상식    | '스웨덴 올해의 앨범' 부문 수상 – Isola                                                      |
| 1997  | 록뵨(Rockbjörnen) : 인터넷 타블로이드판 뉴스에서 매년 개최되는 음악 시상식    | '최고의 스웨덴어 음악'으로 선정됨 (특별부문)                                                |
| 1999  | 록뵨(Rockbjörnen) : 인터넷 타블로이드판 뉴스에서 매년 개최되는 음악 시상식    | '스웨덴 올해의 그룹' 부문 수상                                                              |
| 1999  | 록뵨(Rockbjörnen) : 인터넷 타블로이드판 뉴스에서 매년 개최되는 음악 시상식    | '스웨덴 올해의 노래' 부문 수상 – Musik non stop                                             |
| 2002  | 록뵨(Rockbjörnen) : 인터넷 타블로이드판 뉴스에서 매년 개최되는 음악 시상식    | '스웨덴 올해의 그룹' 부문 수상                                                              |
| 2002  | 록뵨(Rockbjörnen) : 인터넷 타블로이드판 뉴스에서 매년 개최되는 음악 시상식    | '스웨덴 올해의 앨범' 부문 수상 – Vapen & ammunition                                         |
| 2003  | 록뵨(Rockbjörnen) : 인터넷 타블로이드판 뉴스에서 매년 개최되는 음악 시상식    | '스웨덴 올해의 그룹' 부문 수상                                                              |
| 2005  | 록뵨(Rockbjörnen) : 인터넷 타블로이드판 뉴스에서 매년 개최되는 음악 시상식    | '스웨덴 올해의 앨범' 부문 수상 - Du & jag döden                                             |
| 2007  | 록뵨(Rockbjörnen) : 인터넷 타블로이드판 뉴스에서 매년 개최되는 음악 시상식    | '스웨덴 올해의 앨범' 부문 수상 - Tillbaka till samtiden                                     |
| 2003  | 스웨덴 출판업계 선정기관(Svenska Musikförläggarnas Pris)                      | '올해의 작사/작곡가' 부문에 요아킴 베리(Joakim Berg)가 선정됨.                              |
| 2003  | 스웨덴 최고 웹사이트 선정기관(Sweden's best websites)                         | 최고의 팬사이트 선정 - kent.nu                                                              |
| 1995  | 스웨덴 그래미 시상식(Swedish Grammy Award)                                    | '올해의 최고 팝/락 그룹' 부문 수상                                                          |
| 1996  | 스웨덴 그래미 시상식(Swedish Grammy Award)                                    | '올해의 뮤직 비디오' 부문 수상 – Gravitation                                                |
| 1996  | 스웨덴 그래미 시상식(Swedish Grammy Award)                                    | '올해의 프로듀서' 부문 수상 - 닐레 페르네드(Nille Perned)                                   |
| 1997  | 스웨덴 그래미 시상식(Swedish Grammy Award)                                    | '올해의 앨범' 부문 수상 – Isola                                                             |
| 1997  | 스웨덴 그래미 시상식(Swedish Grammy Award)                                    | '올해의 팝/락 그룹' 부문 수상                                                               |
| 1999  | 스웨덴 그래미 시상식(Swedish Grammy Award)                                    | '올해의 팝/락 그룹' 부문 수상                                                               |
| 2002  | 스웨덴 그래미 시상식(Swedish Grammy Award)                                    | '올해의 노래' 부문 수상 – Dom andra                                                         |
| 2002  | 스웨덴 그래미 시상식(Swedish Grammy Award)                                    | '올해의 아티스트' 부문 수상                                                                 |
| 2002  | 스웨덴 그래미 시상식(Swedish Grammy Award)                                    | '올해의 그룹' 부문 수상                                                                     |
| 2002  | 스웨덴 그래미 시상식(Swedish Grammy Award)                                    | '올해의 앨범' 부문 수상 – Vapen & ammunition                                                |
| 2002  | 스웨덴 그래미 시상식(Swedish Grammy Award)                                    | '올해의 작곡가' 부문 수상 - 요아킴 베리(Joakim Berg)                                        |
| 2002  | 스웨덴 그래미 시상식(Swedish Grammy Award)                                    | '올해의 작사가' 부문 수상 - 요아킴 베리(Joakim Berg)                                        |
| 2002  | 스웨덴 그래미 시상식(Swedish Grammy Award)                                    | '올해의 프로듀서' 부문 수상 - 켄트, 제드(Zed), 마르틴 본 스크말렌세(Martin von Schmalensee) |
| 2005  | 스웨덴 그래미 시상식(Swedish Grammy Award)                                    | '올해의 락 그룹' 부문 수상                                                                  |
| 2005  | 스웨덴 그래미 시상식(Swedish Grammy Award)                                    | '올해의 뮤직 비디오' 부문 수상 – Dom som försvann                                           |
| 2007  | 스웨덴 그래미 시상식(Swedish Grammy Award)                                    | '올해의 그룹' 부문 수상                                                                     |
| 2007  | 스웨덴 그래미 시상식(Swedish Grammy Award)                                    | '올해의 앨범' 부문 수상 - Tillbaka till samtiden                                            |
| 2009  | 스웨덴 그래미 시상식(Swedish Grammy Award)                                    | '올해의 록 그룹' 부문 수상                                                                  |
| 2009  | 스웨덴 그래미 시상식(Swedish Grammy Award)                                    | '올해의 프로듀서' 부문 수상 - 켄트, 조슈아(Joshua)                                          |
| 2002  | ZTV 스웨덴 인기가요 시상식(ZTV Swedish Hit Music Award)                       | '스웨덴 올해의 아티스트/그룹'부문 수상                                                      |
| 2002  | ZTV 스웨덴 인기가요 시상식(ZTV Swedish Hit Music Award)                       | '스웨덴 올해의 노래' 부문 수상 – Dom andra                                                  |
| 2002  | ZTV 스웨덴 인기가요 시상식(ZTV Swedish Hit Music Award)                       | '스웨덴 올해의 록 뮤지션' 부문 수상                                                         |